# Raffaele De Grada
Pour les articles homonymes, voir Raffaele De Grada (homonymie).
Raffaele De Grada (Milan, mars 1885 – Milan, 1957) est un peintre italien contemporain du mouvement pictural Novecento.

## Biographie
Fils du peintre Antonio et de Teresa Amelotti, avec qui il part en  Argentine en 1888 puis en Suisse en 1889, il aide son père pour ses travaux de décorations. Entre 1902 et 1905, il fréquente les académies de Dresde et de Karlsruhe.
Vers 1913, il s'installe à Zurich où il expose ; il voyage couramment  en Italie et il y rencontre  Magda Ceccarelli qui devient son épouse en 1915 ; l'année suivante naît son fils Raffaele à Zurich.
Il s'intéresse à la peinture de paysage, pour lequel il cherche toutefois de nouvelles solutions liées à la nature et à son état d'esprit.
En 1918 il décide de s'établir définitivement en Italie. En 1920 il réside à San Gimignano où naît sa fille Lydie ; il part ensuite  à Settignano près de Florence.
Sa première exposition italienne remonte à 1921 au Palais Antinori de Florence, elle retient l'attention de la critique et du milieu artistique florentin.
En 1922 il s'installe à Giramenti, près d'Arcetri, et, la même année, il participe à la Biennale de Venise où il reviendra les années suivantes.
En 1926  il participe à Milan à la première exposition du Novecento (mouvement pictural). En 1928 il expose à la Biennale de Venise. En 1929 il prend part à la seconde exposition du Novecento à la Permanente de Milan.
En 1929 il s'installe à Milan et en 1931 il est appelé à enseigner à l'ISIA de Monza (chaire qu'il conservera jusqu'au début de la Seconde Guerre mondiale).
Il continue à se dédier au paysage : celui des environs milanais, de la Brianza et de la Toscane, en se confrontant avec la peinture de Corot et de Cezanne. Il meurt à Milan en 1957.

## Hommages
La galerie d'art moderne  et contemporain du complexe muséal Spedale di Santa Fina de San Gimignano porte son nom.

## Sources
- (it) Cet article est partiellement ou en totalité issu de l’article de Wikipédia en italien intitulé « Raffaele De Grada » (voir la liste des auteurs).